# Villa Adriana
Villa Adriana fu una residenza imperiale extraurbana, fatta realizzare presso Tivoli dall'imperatore Adriano (117-138).
La struttura appare come un ricco complesso di edifici realizzati gradualmente ed estesi su una vasta area, che doveva coprire circa 120 ettari, in una zona ricca di fonti d'acqua a pochi chilometri dal centro abitato di Tibur e 17 miglia romane dall'Urbs. Nel 1999 Villa Adriana è stata dichiarata Patrimonio dell'umanità dall'UNESCO.

## Posizione geografica
Si trova sui Monti Tiburtini, a circa 28 km (17 miglia romane) da Roma, dalla quale era raggiungibile sia per mezzo della via Tiburtina Valeria o della via Prenestina, sia tramite la navigazione sul fiume Aniene. La Villa si trovava sulla destra della via Tiburtina, poco oltre il ponte Lucano, prolungandosi fin quasi alle pendici del monte Ripoli su cui sorge Tivoli.
L'area prescelta si estendeva tra le valli dei fossi di Risicoli o di Roccabruna ad ovest e dell'Acqua Ferrata ad est; che, riunitisi, si gettano poi nell'Aniene; era una zona ricca di acque e vi passavano quattro degli antichi acquedotti romani che servivano Roma (Anio Vetus, Anio Novus, Aqua Marcia e Aqua Claudia). Nei pressi esiste tuttora la sorgente di acqua sulfurea delle Acque Albule (Bagni di Tivoli), che era conosciuta ed apprezzata dall'imperatore. Nei dintorni inoltre erano presenti numerose cave di materiali da costruzione (travertino, tufo e calcare per la realizzazione della calce).

## Storia
(Historia Augusta, Vita Hadriani, XXVI, 5)
Tra le molte ville rustiche che fin dall'età repubblicana erano sorte fra Roma e Tivoli, ne esisteva già una costruita nel periodo sillano, ingrandita all'epoca di Giulio Cesare, pervenuta forse in proprietà della moglie di Adriano, Vibia Sabina, che proveniva da una famiglia di antica nobiltà italica. Fu questo il primo nucleo della villa, incorporato poi nel Palazzo imperiale.
Lo studio del sistema di canalizzazione e delle fognature sembra indicare che la progettazione del complesso sia stata unitaria, anche se dai bolli laterizi ritrovati in circa metà degli edifici emergono tre fasi di costruzione particolarmente attive tra il 118 e il 121, il 125 e il 128 e il 134-138 (consentendo di abbracciare un intervallo presumibile di costruzione tra il 118 e il 138). Di ritorno a Roma nei primi mesi del 134, Adriano poté godere della villa solamente gli ultimi anni della sua esistenza, fino alla morte avvenuta a Baia il 10 luglio 138.
La complessità della residenza, più che alle numerose sfaccettature della personalità di Adriano, fu dovuta alla necessità di soddisfare esigenze e funzioni diverse (residenziali, di rappresentanza, di servizio), oltre che all'andamento frastagliato del terreno; la magnificenza e l'articolazione delle costruzioni rispecchiano le idee innovative dell'imperatore in campo architettonico. Si afferma comunemente che egli volle riprodurre nella sua villa i luoghi e i monumenti che più lo avevano colpito durante i suoi viaggi nelle province dell'impero, sulla base di un passo del suo biografo tardo-antico Elio Sparziano. In realtà gli edifici della villa presentano tutti i caratteri più innovativi dell'architettura romana del tempo, per cui le riproduzioni adrianee di monumenti della Grecia o dell'Egitto vanno intese più come suggestioni evocative che come ricostruzioni reali.
Ciò lo portò ad avere una visione del ruolo di imperatore più assolutistica. Proprio per questo, per separarsi dal popolo e dai sudditi (così come lui lo intendeva) decise di erigere questa imponente costruzione, che a tutt'oggi resta un patrimonio storico molto importante e una testimonianza della grande capacità dei Romani nella costruzione degli edifici.
La villa fu realizzata in tre fasi successive dal 121 al 137 d.C. Si tratta di una vera e propria città, estesa su di un'area di circa 300 ha, nella quale il grandioso complesso si presenta diviso in quattro nuclei diversamente caratterizzati.
L’uso della Villa è confermato fino almeno al III secolo come residenza imperiale: dopo i tumultuosi anni dell’anarchia militare gli imperatori non si stabilirono più a Roma per lunghi periodi, ed è probabile che la Villa Adriana fosse in stato di abbandono già prima del 476. Le rovine della Villa furono in seguito depredate dalla classe dirigente della Roma pontificia, anche se un interesse storico nell’area si sviluppò già dal primo Rinascimento.
L'area che oggi riconosciamo come pertinente alla villa occupa di certo circa 120 ha: si tratta di un'estensione di terreno vastissima per un complesso privato, sia pure di proprietà imperiale. Non è tuttavia certo che la perimetrazione attuale comprenda l'intera superficie del comprensorio adrianeo.
Dopo la morte di Adriano la villa continuò ad essere utilizzata, come mostrano i bolli laterizi pertinenti a restauri del III secolo, ma in seguito fu progressivamente abbandonata e durante il Medioevo ridotta a terreno agricolo, salvo essere utilizzata come cava di materiali edili di pregio (marmi, mosaici, decorazioni) per le case di Tivoli, e come riserva di pietra da cui estrarre calce.

### La riscoperta
Negli ultimi decenni del Medioevo, nel periodo dell'Umanesimo, Ciriaco d'Ancona, padre fondatore dell'archeologia, nel 1434 riconobbe quale residenza imperiale le rovine della villa; da quel momento, essa diventò fonte di ispirazione per architetti e artisti, come Leonardo, Bramante, Raffaello, Michelangelo. L'umanista Flavio Biondo nel 1450 citò la villa nei suoi scritti, e una decina di anni dopo essa venne visitata e citata anche da papa Pio II Piccolomini.

### Gli scavi

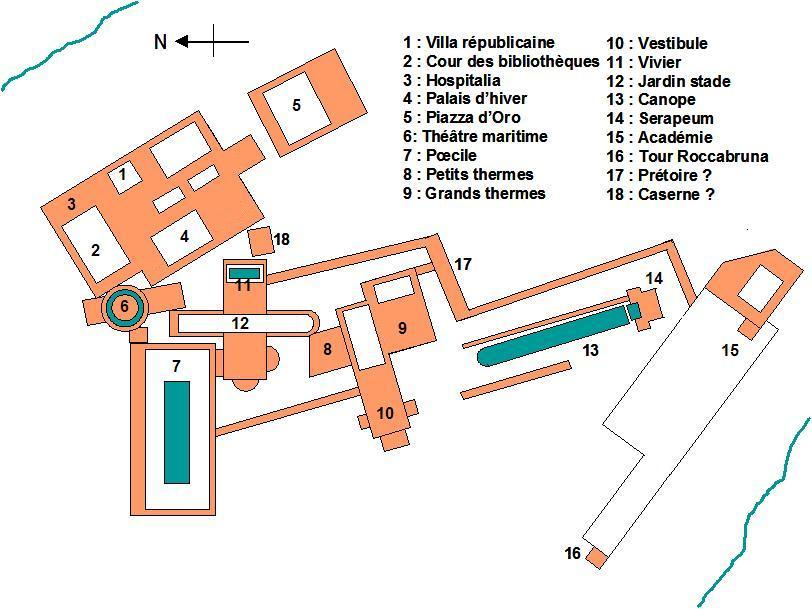
Piantina di Villa Adriana

In seguito alla riscoperta, dalla fine del Quattrocento si accese l'interesse di umanisti, mecenati, papi, cardinali e nobili per la villa. Questo interesse fu, innegabilmente, soprattutto predatorio: alla ricerca di statue e marmi furono fatti eseguire scavi da papa Alessandro VI Borgia, poi dal cardinale Alessandro Farnese, poi dal cardinale Ippolito II d'Este, per il quale Pirro Ligorio prelevò grandi quantità di materiali destinati sia alla villa di Tivoli che a quella di Roma.
Al Ligorio si deve la prima rilevazione topografica della villa, datata attorno al 1560 e attualmente nella biblioteca di Windsor.
La villa riscoperta fu frequentata – sia per conto dei ricchi committenti che per propria ispirazione e passione, anche da architetti come Antonio da Sangallo il Vecchio e Francesco Borromini, e artisti come Piranesi.
Dal XVI al XIX secolo si moltiplicarono gli scavi, anche da parte dei proprietari dei terreni che insistevano sull'area della villa, come il conte Fede o i Gesuiti ai quali apparteneva l'area del Pecile, e le oltre 300 opere maggiori ritrovate (ritratti, statue, erme, rilievi, sculture, mosaici) furono disperse per le collezioni private ed i musei di mezza Europa.
Nel 1870 lo Stato acquistò il comprensorio dalla famiglia Braschi che era in quel periodo la maggiore proprietaria dei terreni (altre parti, tuttavia, rimasero – e sono ancora – in mano a privati). Furono intrapresi scavi e restauri, che riportarono alla luce la stupefacente architettura degli edifici e talvolta anche stucchi e mosaici superstiti. Le ricerche continuano, ma l'esplorazione del sito è lungi dall'essere completata.
Villa Adriana è stata dichiarata nel 1999 patrimonio dell'umanità, con questa motivazione:
Questo riconoscimento è stato tuttavia messo in discussione dallo stesso World Heritage Committee dell'UNESCO, a causa di autorizzazioni edilizie rilasciate dal Comune di Tivoli nel 2011. Nel 2013 si è tenuta la 36ª riunione annuale del World Heritage Committee dell'UNESCO che si occupa dei siti considerati patrimonio dell'umanità, in cui è stata fatta richiesta all'Italia di informare il comitato di qualsiasi progetto di sviluppo nell'area buffer (zona cuscinetto stabilita con un accordo internazionale tra la Repubblica italiana e l'UNESCO per proteggere l'area archeologica). Il comitato potrebbe proporre la revoca dello status di patrimonio dell'umanità in seguito alla costruzione di alcuni edifici nell'area buffer come approvato in una delibera del 2011 del comune di Tivoli..

## Descrizione

### Complesso delPecìle
Il Pecìle è una ricostruzione della Stoà Pecile (stoà poikìle, "portico dipinto") nell'agorà di Atene, centro politico e culturale della città di Atene, la prediletta da Adriano durante i suoi numerosi viaggi.
Il Pecile, un'immensa piazza colonnata di forma quadrangolare, decorata al centro da un bacino e circondata da un portico, si innalzava su poderose costruzioni artificiali. Attraverso una serie di edifici termali poi si giungeva al Canopo. Sulla piazza centrale, si affacciavano gli alloggi delle guardie, del personale amministrativo e di servizio.

### Canòpo

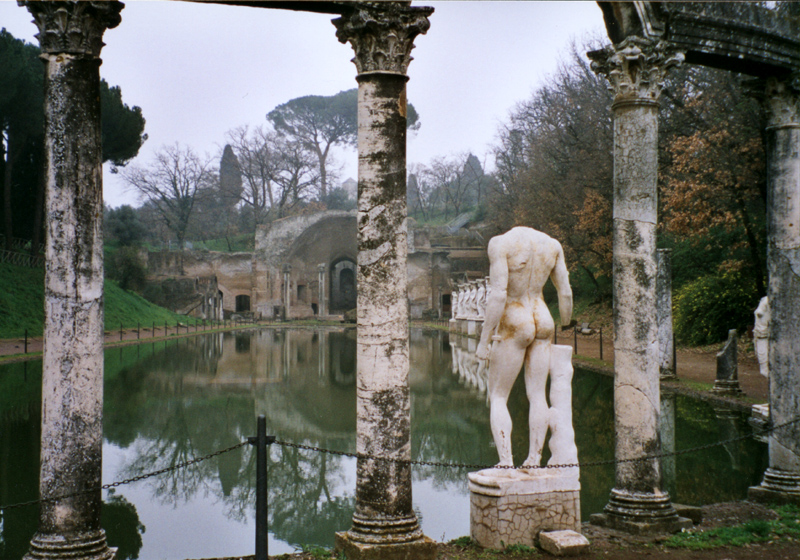
Prospettiva del Canopo con la vasca centrale e sullo sfondo il triclinio.

Questa struttura evoca un braccio del fiume Nilo con il suo delta, che congiungeva l'omonima città di Canopo, sede di un celebre tempio dedicato a Serapide, con Alessandria, sul delta del Nilo. L'identificazione col Canopum citato nell'Historia Augusta si deve a Pirro Ligorio, architetto napoletano al servizio di Ippolito d'Este. J.C. Grenier vi vide invece la rievocazione simbolica del viaggio di Adriano in Egitto, da cui l'imperatore ricondusse numerosi materiali e statue, e durante il quale trovò la morte il suo celebre amasio Antinoo.
Attorno alla piscina-canale correva un elegante colonnato, con copie di famose statue greche, come le statue delle cariatidi, copie romane di quelle dell'Eretteo, che sono rivolte verso la piscina e non verso i visitatori, creando così un riflesso incantevole sulla superficie dell'acqua.
L'ampia esedra alla fine della vasca presenta il triclinio imperiale al cui interno si trova lo stibadium, il letto triclinare; vi si tenevano i banchetti, resi spettacolari dagli effetti d'acqua, dagli spettacoli galleggianti e dagli zampilli che attorniavano i commensali. In realtà, tuttavia, come sembrano suggerire i bolli presenti sui laterizi, la costruzione del Canopo va collocata in una data antecedente al 132, anno del soggiorno in Egitto dell'imperatore. L'edificio andrebbe piuttosto interpretato come rappresentazione esotica di un ambiente nilotico, solo vagamente ricollegabile al ramo canopico sul delta del fiume.

### Palazzo Imperiale
Nasce dai resti della villa Repubblicana ereditata dalla moglie Vibia Sabina.
Era la residenza principale della villa essendo la residenza di Adriano e la sua corte.
Ad oggi non rimane molto se non che qualche colonna e qualche resto della struttura.

### Piazza d'Oro e resti dellaCasa Colonica

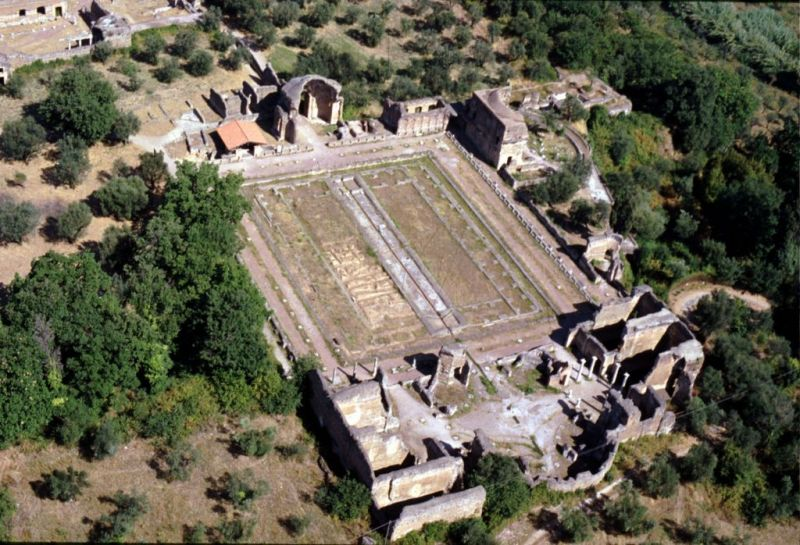
Piazza d'Oro

Era un complesso periptero con una vasca centrale rettangolare, che tagliava longitudinalmente la spianata dei giardini, sul cui lato minore meridionale si staglia un grandioso edificio con pianta centrale ottagonale dotata di cupola. Le colonne, disposte su un peristilio a quattro bracci circondato da un portico sono realizzate in marmo cipollino e granito egiziano. Sui bracci est ed ovest si delineano due lunghi corridoi (criptoportici). Da quello orientale si accede all'edificio principale. Qui gli ambienti disegnano andamenti ora concavi ora convessi, rendendo un bellissimo gioco visivo. La curata disposizione degli ambienti mistilinei consente di scorgere il ninfeo semicircolare che chiude la costruzione.
Alle spalle del portico sul lato nord vi sono i resti della Casa Colonica, una struttura di epoca precedente, caratterizzato da pavimenti a mosaico di modesta qualità e destinata alla servitù. In quest'ala della villa furono ritrovati i ritratti imperiali di Vibia Sabina, Marco Aurelio e Caracalla. La ricchezza degli ambienti e del corredo architettonico, dedotta dall'alto numero di fori che sorreggevano le grappe cui erano appesi i marmi, suggerisce l'ipotesi che questa zona fosse legata alle funzioni pubbliche del palazzo.

### Teatro marittimo

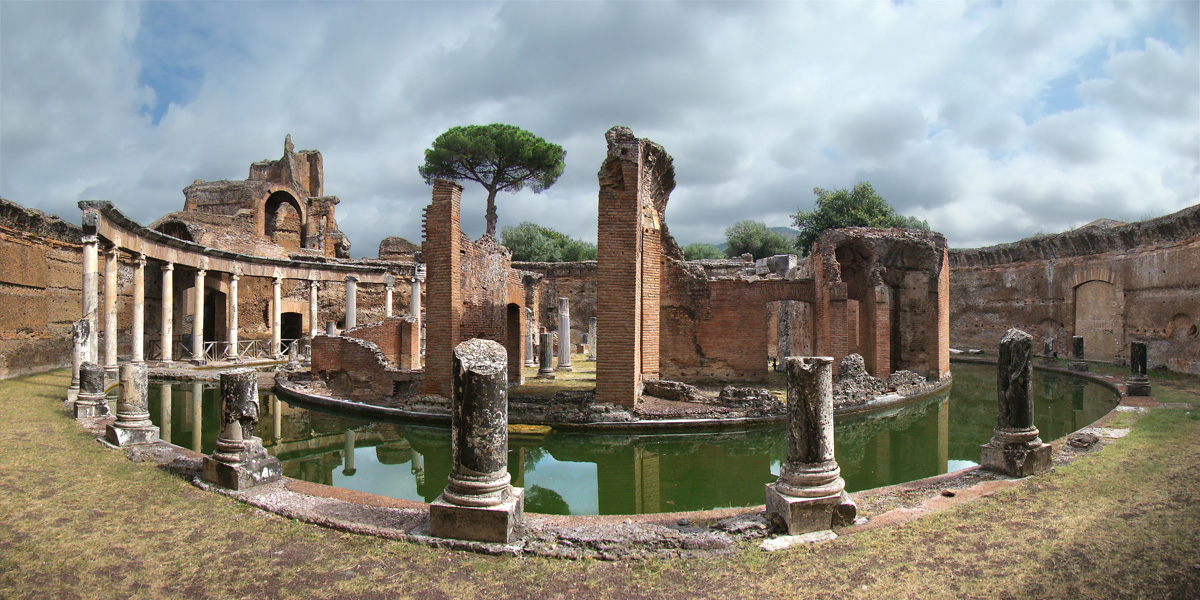
il Teatro marittimo: sullo sfondo, la Biblioteca greca

Il Teatro marittimo, definizione assegnata dai moderni, è una delle prime costruzioni della villa, tanto che è stata interpretata come la primissima, provvisoria residenza di Adriano nel sito. Le sue caratteristiche di separatezza rendono credibile l'ipotesi che il luogo costituisse la parte privata del palazzo.
La struttura, iniziata nel 118, fu edificata nei pressi della villa repubblicana. È un complesso assai singolare, ad un solo piano, senza alcun rapporto con la forma abituale di un teatro romano, costituito da un pronao di cui non resta più nulla, mentre sono riconoscibili la soglia dell'atrio e tracce di mosaici pavimentali. All'interno consta di un portico circolare a colonne ioniche, voltato. Il portico si affaccia su un canale al centro del quale sorge un isolotto di 45 m di diametro, composto anch'esso da un atrio e da un portico in asse con l'ingresso, più un piccolo giardino, un complesso termale minore, alcuni ambienti e delle latrine. La struttura non prevedeva alcun ponte in muratura che collegasse l'isolotto al mondo esterno, e per accedervi era necessario protendere un breve ponte mobile.

### Terme

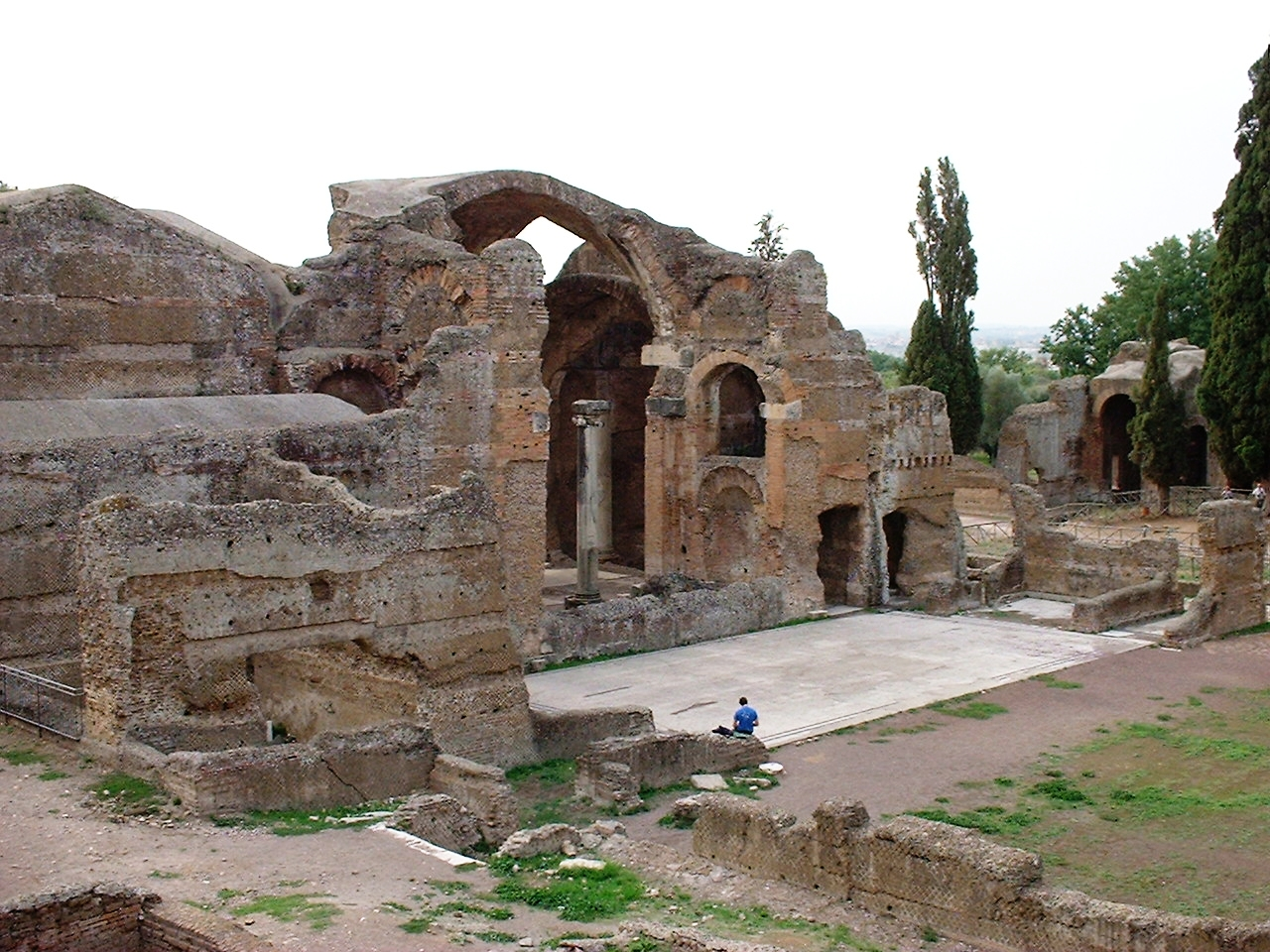
Le Grandi Terme

In asse con la valle del Canopo si levano i resti di due stabilimenti termali detti, per le loro differenti dimensioni, Grandi e Piccole Terme.
La diversità delle dimensioni indica che diversi dovevano essere i destinatari: ospiti di riguardo e famiglia imperiale per le Piccole Terme, decorate con grande ricchezza e raffinatezza, e personale addetto alla Villa per le Grandi Terme.
Degli altri edifici annessi a questo complesso, costituiti da una serie di ambienti, si ritiene fossero destinati ad alloggio della guardia imperiale (sono detti infatti Pretorio) o del personale della Villa.

### Antinoeion

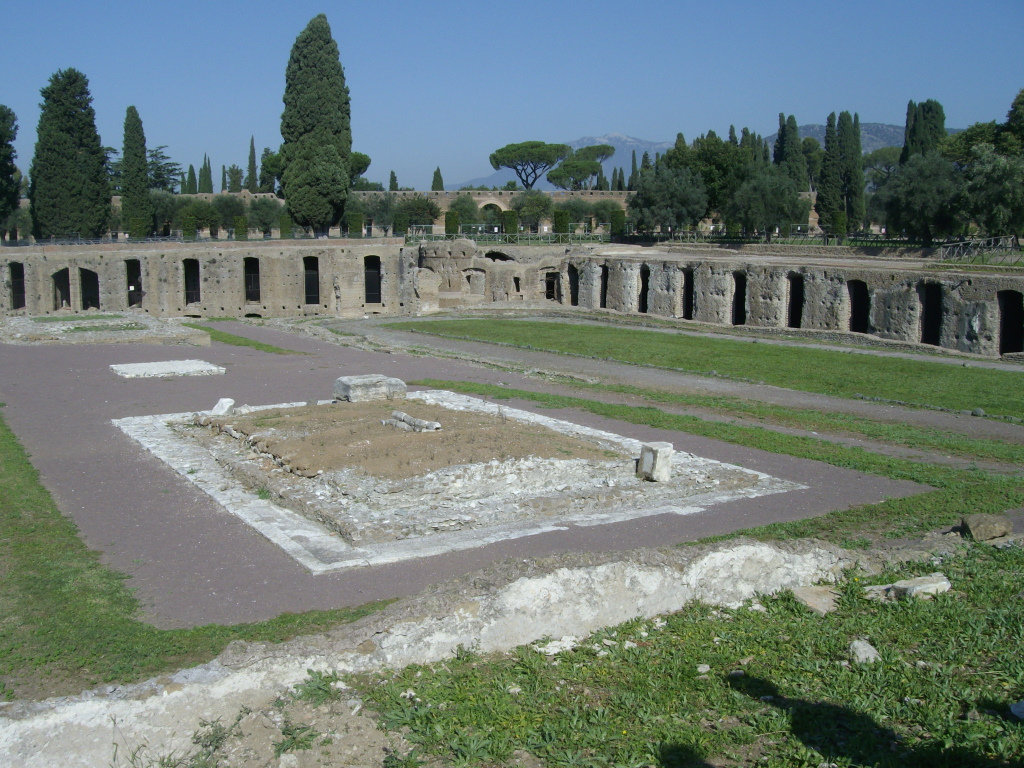
LAntinoeion con le Cento Camerelle sullo sfondo

Nel 2003 vengono alla luce lungo la strada di accesso al Grande Vestibolo e davanti al fronte delle Cento Camerelle i resti di quello che verrà identificato come un luogo di culto dedicato ad Antinoo, amante dell'imperatore e da esso divinizzato dopo la sua morte prematura. Secondo alcune fonti il giovane si sarebbe annegato nel fiume Nilo per compiere un rito magico che avrebbe sommato i propri anni persi nel sacrificio alla vita dell'imperatore; una improbabile versione invece lo vede gettato nel fiume per scongiurare la sua candidatura come possibile successore di Adriano.. La struttura presenta il basamento di due templi affrontati all'interno di un recinto sacro con un'esedra sul fondo. Al centro, tra i due templi, il basamento dell'obelisco che è stato identificato con l'Obelisco del Pincio. Datato al 134 d.C. si pensa fosse anche luogo dell'inumazione del dio amante di Adriano.
All'interno del complesso sono stati rinvenuti frammenti di statue in marmo nero, relative a divinità egizie o a figure di sacerdoti che confermerebbero che quello fosse il luogo di culto del dio Osiride-Antinoo.

### Sala dei Filosofi
La Sala dei Filosofi è la sala intermedia tra la Piazza del Pecile e il Teatro Marittimo. Questa sala era adibita alle riunioni con i politici più importanti ed era ricoperta di marmo rosso che ricordava la potenza dell'imperatore, come documentano le impronte delle lastre sulla malta di allettamento lungo le pareti e i fori per le grappe di sostegno. Sul muro vi erano sette nicchie dove probabilmente erano rappresentati sette filosofi o parenti.

### Terrazza di Tempe
Il lato orientale della villa si affacciava verso la valle di Tempe attraverso l'omonima Terrazza, una spianata artificiale che si estendeva tra il Ninfeo Fede e il Padiglione di Tempe. La terrazza era sostenuta da dei muri di contenimento che presentavano dei contrafforti a pettine, che arrivavano fino alla Piazza d'Oro. Era un vasto giardino pensile decorato da piante e pergolati, ma, a causa della scarsità di fonti e di evidenze archeologiche, non si sa altro circa la sua sistemazione. 

### Hospitalia
Era il luogo dove soggiornavano i soldati romani di guardia. In ogni stanza c'è una pavimentazione diversa ed in ogni stanza entravano 3 soldati. la camera era arredata con un armadio e probabilmente dei cassettoni posti ai lati delle pareti.
I pavimenti erano in mosaici e le pareti decorate con semplici stucchi. Per mezzo di una scala si accedeva al piano superiore, dove si potevano trovare altre stanzette.

### Teatro greco
Il cd. teatro greco è un teatro all'aperto che mantiene pochi resti dei gradini e della cavea. In origine doveva essere ricoperto di marmi. In realtà ha le caratteristiche di un teatro romano, essendo circolare e non ellittico; era destinato a spettacoli privati.

### Accademia
L'Accademia è un complesso di edifici fuori dell’area demaniale e non aperto ai visitatori.
Le strutture sono di proprietà della famiglia Bulgarini,  che vi risiede dal Seicento e concede l’accesso solo agli studiosi. Recentemente è stata oggetto di rilievi e di studi che ne hanno accertato la presenza di cunicoli sotterranei per il passaggio dei carri e dei servi.  Nel 1630 vi furono rinvenuti i Candelabri Barberini, oggi ai Musei Vaticani. Nel 1736-1737 si rinvennero le statue di due Centauri, il cd. "vecchio" e il "giovane "di Aristeas e Papias, il Fauno (o satiro) in marmo rosso (fig. 3) ed il celebre Mosaico delle Colombe sul bacile,  attualmente nelle collezioni dei Musei Capitolini a Roma.

### Tempio agli Dei egizi
Nell'area della  "Palestra" nel 2006 è stata trovata una sfinge egizia e nel 2013 una statua del dio Horus in forma di falco. Queste recenti scoperte, sommate a precedenti ritrovamenti di un busto colossale di Iside e di busti di sacerdoti egizi,  hanno fatto capire che il complesso era dedicato al culto delle divinità egizie.

### Livelli sotterranei
La villa era dotata di un vasto sistema di percorsi sotterranei, destinati alla servitù, che poteva così spostarsi da un ambiente all'altro o portare approvvigionamenti senza disturbare gli ozi dell'imperatore o gli svaghi degli ospiti. Alcune delle vie erano percorribili anche con i carri.

## Il sito museale
Tra il 1879 e il 1934 la villa era servita dall'omonima stazione della tranvia Roma-Tivoli.
Dal settembre 2016, Villa Adriana è unita, in un'unica gestione autonoma, ai siti monumentali di Villa d'Este, del Santuario di Ercole Vincitore, della Mensa Ponderaria e del Mausoleo dei Plauzi. L’Istituto si è dato il nome VILLAE, col quale allude all’amenità e all’accoglienza del territorio su cui insiste.

## Galleria d'immagini

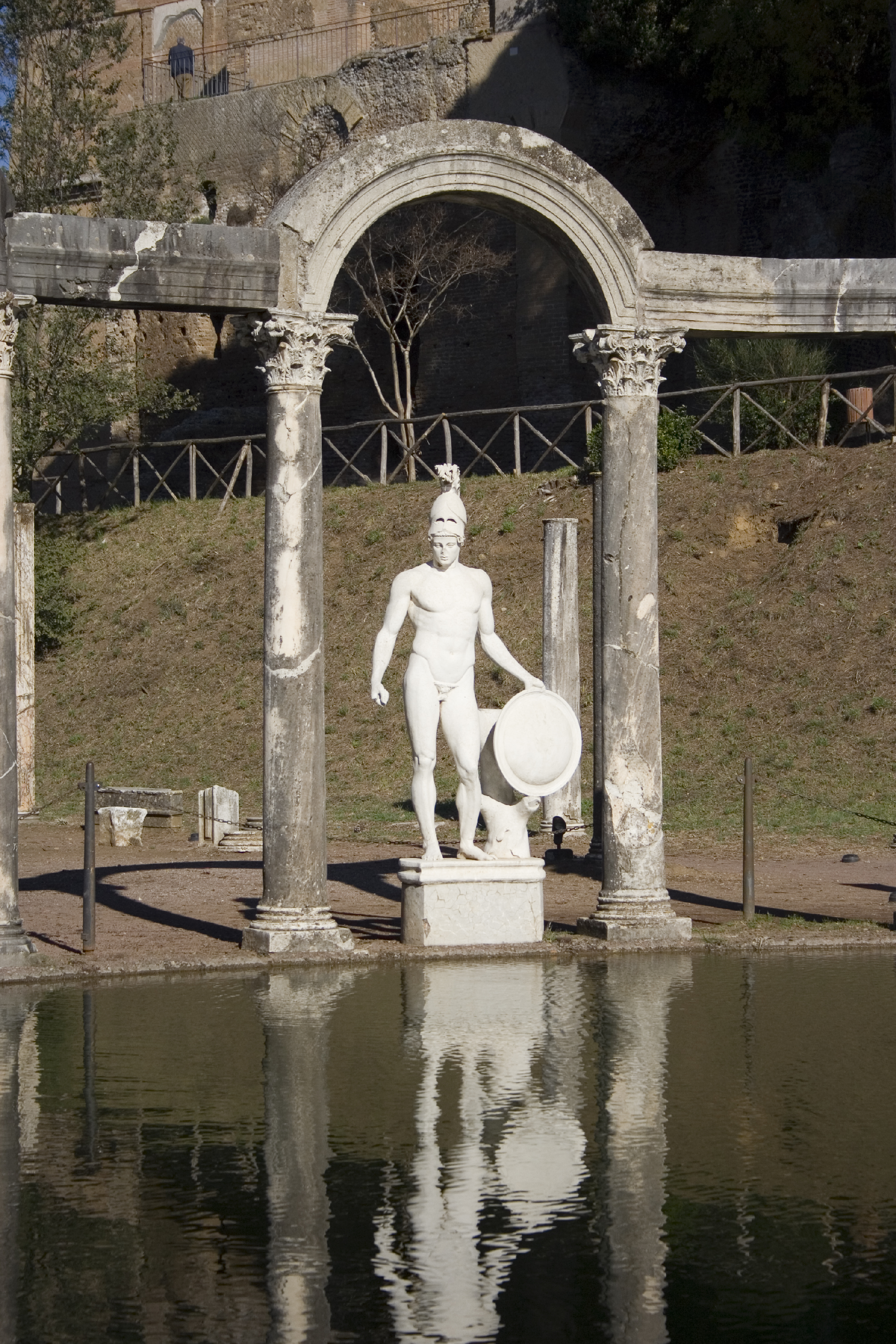
Statua di Marte
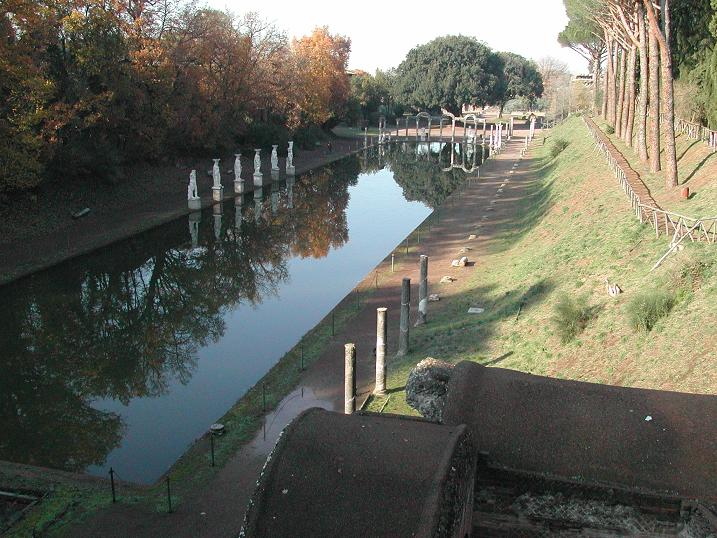
Veduta della vasca del Canopo
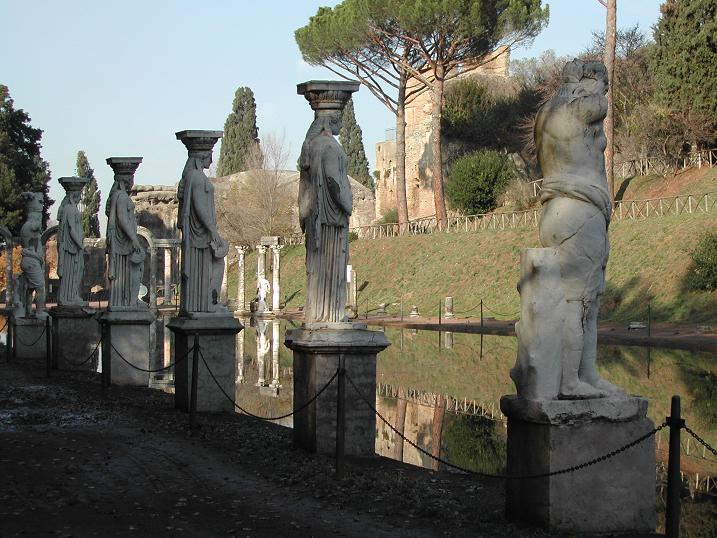
Statue di cariatidi presso il Canopo
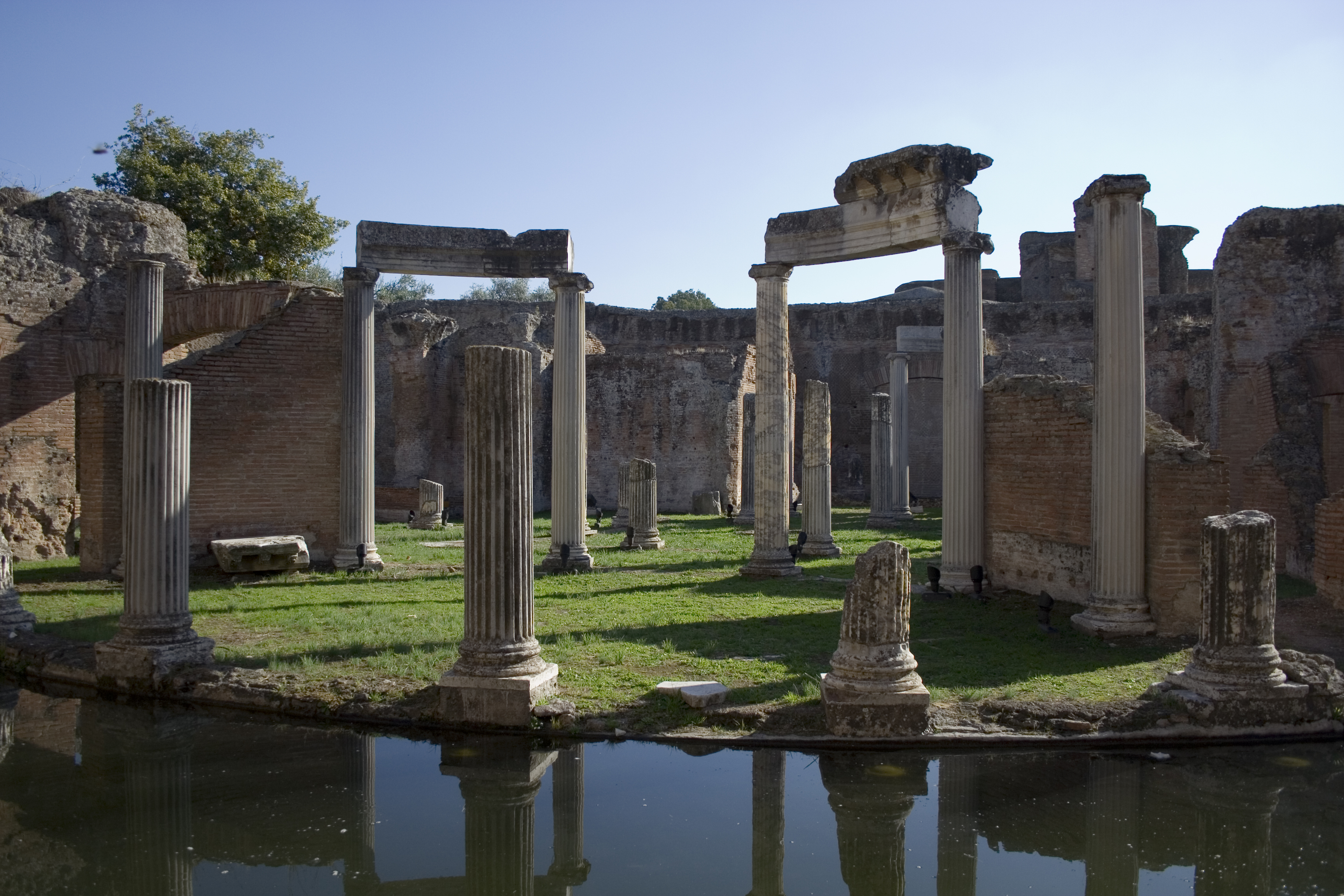
Scorcio dei capitelli